# VP7
TrueMotion VP7 é um codec de vídeo desenvolvido pela empresa norte-americana On2 Technologies para suceder codecs anteriores como VP3, VP5 e TrueMotion VP6. É um codec com suporte tanto a VFW quanto DirectShow que, segundo a On2, tem compressão superior à de codecs mais usados como o MPEG-4 AVC (H.264) e o VC-1.[carece de fontes?]